# Tanure Ojaide
Tanure Moses Ojaide (geboren April 1948) ist ein nigerianischer Literaturwissenschaftler und Schriftsteller. 

## Leben
Tanure Ojaides Eltern gehören zu den Urhobo aus dem Südosten Nigerias. Er besuchte die Schule in Obinomba, dann ein staatliches College in Warri und studierte Englisch an der University of Ibadan. Er setzte das Studium in New York City an der Syracuse University fort und erwarb dort einen M.A. in Creative Writing und wurde in Englisch promoviert. 
Ojaide kehrte nach Nigeria zurück und lehrte an der University of Maiduguri. Er erhielt 2006 in den USA eine Professur für Africana Studies an der University of North Carolina at Charlotte. Ojaide war Gastprofessor unter anderem an der Delta State University in Abraka und an der Kwara State University in Malete. Ojaide schrieb literaturwissenschaftliche Werke, so eine Arbeit zu Wole Soyinka. 
Er veröffentlichte mehrere Bände mit Gedichten, in denen er auch Einflüsse aus seiner Herkunft bei den Urhobo aufnahm. Er gehörte in den 1970er Jahren zu den Autoren, die eine neue Einfachheit in der Lyrik forderten und eine Hinwendung zu den einfachen Menschen und zu den sozialen Problemen des Landes. 

## Werke
Lyrik
- Children of Iroko and Other Poems. New York: Greenfield Review Press, 1973
- Labyrinths of the Delta. New York: Greenfield Review Press, 1986
- The Eagle's Vision. Detroit: Lotus, 1987
- The Endless Song. Lagos: Malthouse, 1988
- The Fate of Vultures. Lagos: Malthouse, 1990
- The Blood of Peace. Oxford, UK: Heinemann, 1991
- Daydream of Ants. Lagos: Malthouse, 1997
- Delta Blues and Home Songs. Ibadan: Kraft Books, 1998
- When It No Longer Matters Where You Live. Calabar, Nig.: University of Calabar Press, 1999
- Invoking the Warrior Spirit. Ibadan: Heinemann, 1999
- In the Kingdom of Songs. Trenton, NJ: Africa World Press, 2002
- I Want to Dance and Other Poems. San Francisco: African Heritage Press, 2003
- In the House of Words. Lagos: Malthouse Press Ltd, 2005
- The Tale of the Harmattan. Cape Town: Kwela Books, 2007
- Waiting for the Hatching of a Cockerel. Trenton, NJ: Africa World Press, 2008
- The Beauty I Have Seen. Lagos: Malthouse, 2010
- Love Gifts. Lagos: African Heritage Press, 2013
- Songs of Myself: A Quartet. Ibadan: Kraft Books, 2015. Wole Soyinka Prize 2018
- The Questioner. Ibadan: Kraft Books, 2018

Anthologie
- Ghost Fishing: An Eco-Justice Poetry Anthology. University of Georgia Press, 2018

Erzählung, Roman
- Sovereign Body. Roman. Spring, TX: Panther Creek Press, 2004
- God’s Medicine Men and Other Stories. Lagos, Nigeria: Malthouse, 2004
- The Activist. Roman. Lagos: Farafina Publications, 2006
- Matters of the Moment. Lagos: Malthouse, 2009
- The Debt-Collector and Other Stories. Trenton, NJ: Africa World Press, 2009
- The Old Man in a State House & Other Stories. Lagos: African Heritage Press, 2012
- Stars of the Long Night. Lagos: Malthouse, 2012
- God's Naked Children. Lagos: Malthouse, 2018

Biografie
- Great Boys: An African Childhood. Trenton, NJ: Africa World Press, 1998. Autobiografie
- Drawing the Map of Heaven: An African Writer in America. Lagos: Malthouse, 2012. Autobiografie

Literaturwissenschaft
- The poetry of Wole Soyinka. Lagos : Malthouse, 1994